# Ministeri de Marina i Mar Egeu de Grècia
El Ministeri de Marina i Mar Egeu (en grec: Υπουργείο Ναυτιλίας και Αιγαίου) és un departament governamental de Grècia. Va ser fundat com Ministeri de la Marina Mercant (Υπουργείο Εμπορικής Ναυτιλίας) el 1936. Es va fusionar el 2007 amb el Ministeri de l'Egeu (Υπουργείο Αιγαίου), fundat el 1985, per formar el Ministeri de la Marina Mercant i Política Insular. Aquest últim va ser abolit el 6 d'octubre de 2009, però restablert com el Ministeri d'Afers Marítims, Illes i Pesca (Υπουργείο Θαλάσσιων Υποθέσεων, Νήσων και Αλιείας). El ministeri va ser suprimit novament el 17 de juny de 2011 i es va fusionar amb el  Ministeri de Desenvolupament Regional i Competitivitat, però va ser restablert com un departament separat el 21 de juny de 2012.

## Llista dels Ministres de la Marina Mercant
|  | Nom                     | Entrada                | Sortida                | Partit                           | Notes                                             |
|  | ----------------------- | ---------------------- | ---------------------- | -------------------------------- | ------------------------------------------------- |
|  | Georgios Katsifaras     | 5 de juliol de 1982    | 5 de juny de 1985      | Moviment Socialista Panhel·lènic |                                                   |
|  | Gerassimos Arsenis      | 5 de juny de 1985      | 26 de juliol de 1985   | Moviment Socialista Panhel·lènic | També Ministre d'Economia Nacional i Finances     |
|  | Efstathios Alexandris   | 26 de juliol de 1985   | 23 de setembre de 1987 | Moviment Socialista Panhel·lènic |                                                   |
|  | Evangelos Giannopoulos  | 23 de setembre de 1987 | 18 de novembre de 1988 | Moviment Socialista Panhel·lènic |                                                   |
|  | Vassileios Sarantitis   | 18 de novembre de 1988 | 17 de març de 1989     | Moviment Socialista Panhel·lènic |                                                   |
|  | Antonios Dedidakis      | 17 de març de 1989     | 2 de juliol de 1989    | Moviment Socialista Panhel·lènic |                                                   |
|  | Aristotelis Pavlidis    | 2 de juliol de 1989    | 12 d'octubre de 1989   | Nova Democràcia                  | Govern de Coalició                                |
|  | Nikolaos Pappas         | 12 d'octubre de 1989   | 11 d'abril de 1990     |                                  | Govern de transició i un govern d'unitat nacional |
|  | Konstantinos Mitsotakis | 11 d'abril de 1990     | 1 d'octubre de 1990    | Nova Democràcia                  |                                                   |
|  | Aristotelis Pavlidis    | 1 d'octubre de 1990    | 3 de desembre de 1992  | Nova Democràcia                  |                                                   |
|  | Alexandros Papadoggonas | 3 de desembre de 1992  | 13 d'octubre de 1993   | Nova Democràcia                  |                                                   |
|  | Georgios Katsifaras     | 13 d'octubre de 1993   | 22 de gener de 1996    | Moviment Socialista Panhel·lènic |                                                   |
|  | Kosmas Sfyrios          | 22 January 1996        | 25 September 1996      | Moviment Socialista Panhel·lènic |                                                   |
|  | Stavros Soumakis        | 25 de setembre de 1996 | 13 d'abril de 2000     | Moviment Socialista Panhel·lènic |                                                   |
|  | Christos Papoutsis      | 13 d'abril de 2000     | 24 d'octubre de 2001   | Moviment Socialista Panhel·lènic |                                                   |
|  | Georgios Anomeritis     | 24 d'octubre de 2001   | 7 de juliol de 2003    | Moviment Socialista Panhel·lènic |                                                   |
|  | Georgios Paschalidis    | 7 de juliol de 2003    | 10 de març de 2004     | Moviment Socialista Panhel·lènic |                                                   |
|  | Manolis Kefalogiannis   | 10 de març de 2004     | 19 de setembre de 2007 | Nova Democràcia                  |                                                   |

## Llista dels Ministres de la Marina Mercant i Política Insular
|  | Nom                     | Entrada                | Sortida                | Partit          | Notes |
|  | ----------------------- | ---------------------- | ---------------------- | --------------- | ----- |
|  | Georgios Voulgarakis    | 19 de setembre de 2007 | 12 de setembre de 2008 | Nova Democràcia |       |
|  | Anastasios Papaligouras | 12 de setembre de 2008 | 7 d'octubre de 2009    | Nova Democràcia |       |

## Llista dels Ministres d'Economia, Competitivitat i Navegació
|  | Nom           | Entrada             | Sortida               | Partit                           | Notes |
|  | ------------- | ------------------- | --------------------- | -------------------------------- | ----- |
|  | Louka Katseli | 7 d'octubre de 2009 | 7 de setembre de 2010 | Moviment Socialista Panhel·lènic |       |

## Llista dels Ministres d'Afers Marítims, Illes i Pesca
|  | Nom                 | Entrada               | Sortida            | Partit                           | Notes |
|  | ------------------- | --------------------- | ------------------ | -------------------------------- | ----- |
|  | Giannis Diamantidis | 7 de setembre de 2010 | 17 de juny de 2011 | Moviment Socialista Panhel·lènic |       |

## Llista dels Ministres de Desenvolupament, Competitivitat i Navegació
|  | Name                   | Took Office        | Left Office        | Party                            | Notes |
|  | ---------------------- | ------------------ | ------------------ | -------------------------------- | ----- |
|  | Michalis Chrisochoidis | 17 de juny de 2011 | 7 de març de 2012  | Moviment Socialista Panhel·lènic |       |
|  | Anna Diamantopoulou    | 7 de març de 2012  | 17 de maig de 2012 | Moviment Socialista Panhel·lènic |       |
|  | Iannis Sturnaras       | 17 de maig de 2012 | 21 de juny de 2012 |                                  |       |

## Llista dels Ministres de Navegació i Mar Egeu
|  | Nom                 | Entrada            | Sortida | Partit          | Notes                         |
|  | ------------------- | ------------------ | ------- | --------------- | ----------------------------- |
|  | Kostis Mousouroulis | 21 de juny de 2012 | -       | Nova Democràcia | Ministre de Marina i Mar Egeu |